# 黑龙江广播电视台文体频道
黑龙江广播电视台文体频道，旧称黑龙江广播电视台文艺频道，是黑龙江电视台的第三套节目，文体频道是一个文体节目为核心，以娱乐为表现形态的大众化频道。覆盖黑龙江的唯一群体，是黑龙江电视台一个文体电视频道。

## 栏目
- K歌一下
- 幸运换不换
- 能人驾到
- 周末综艺节目带
- 周周巍言
- 边说边看
- 快乐Poker派
- 电影映象
- 大家一起玩